# Coba (Allande)
Coba (en eonaviego, A Cova) es una casería perteneciente a la parroquia de San Martín del Valledor, en el concejo de Allande, comarca del Narcea, Principado de Asturias, España.
Cuenta con dos casas, aunque en la actualidad están deshabitadas.
Se encuentra al otro lado del río Oro frente a San Martín del Valledor a dos kilómetros del mismo, aproximadamente. Se accede al mismo desde el pueblo de Robledo, de la misma parroquia por la pista que, pasando por Rubieiro, llega hasta Aguanes. También se puede acceder a pie por el camino que le une con San Martín del Valledor, pasando sobre el rio del Oro, por el llamado Puente del Bao.